# Distretto di Fang
Fang  (in thai ฝาง) è un distretto (amphoe) situato nella provincia di Chiang Mai, in Thailandia.

## Etimologia
Il panorama di Mueang Fang somigliava al seme dell'albero Fang (Biancaea sappan). Il nome della città è preso da quest'albero.

## Storia
Secondo le Cronache di Yonok, Mueang Fang fu fondata nel 641 da re Lawa Changkarat. Successivamente, re Mengrai regnò sul distretto prima di fondare Wiang Kumkam e Chiang Mai, successive capitali del Regno Lanna.
Prima delle creazione delle nuove capitali, Mengrai aveva usato Mueang Fang come base per invadere Hariphunchai.
Nel 1910, Mueang Fang faceva parte della provincia di Chiang Rai, e fu rinominato "distretto di Mueang Fang". Nel 1925 il distretto fu assegnato alla provincia di Chiang Mai.
Nel 1938 il termine mueang fu eliminato dal nome, per essere riservato alle capitali delle provincie.

## Geografia
I distretti confinanti sono il Mae Ai, Mae Suai, Chai Prakan, e lo stato Shan della Birmania, Il fiume Fang, un affluente del fiume Kok, prende nome dal distretto.
Il parco nazionale di Doi Pha Hom Pok si trova nel distretto.

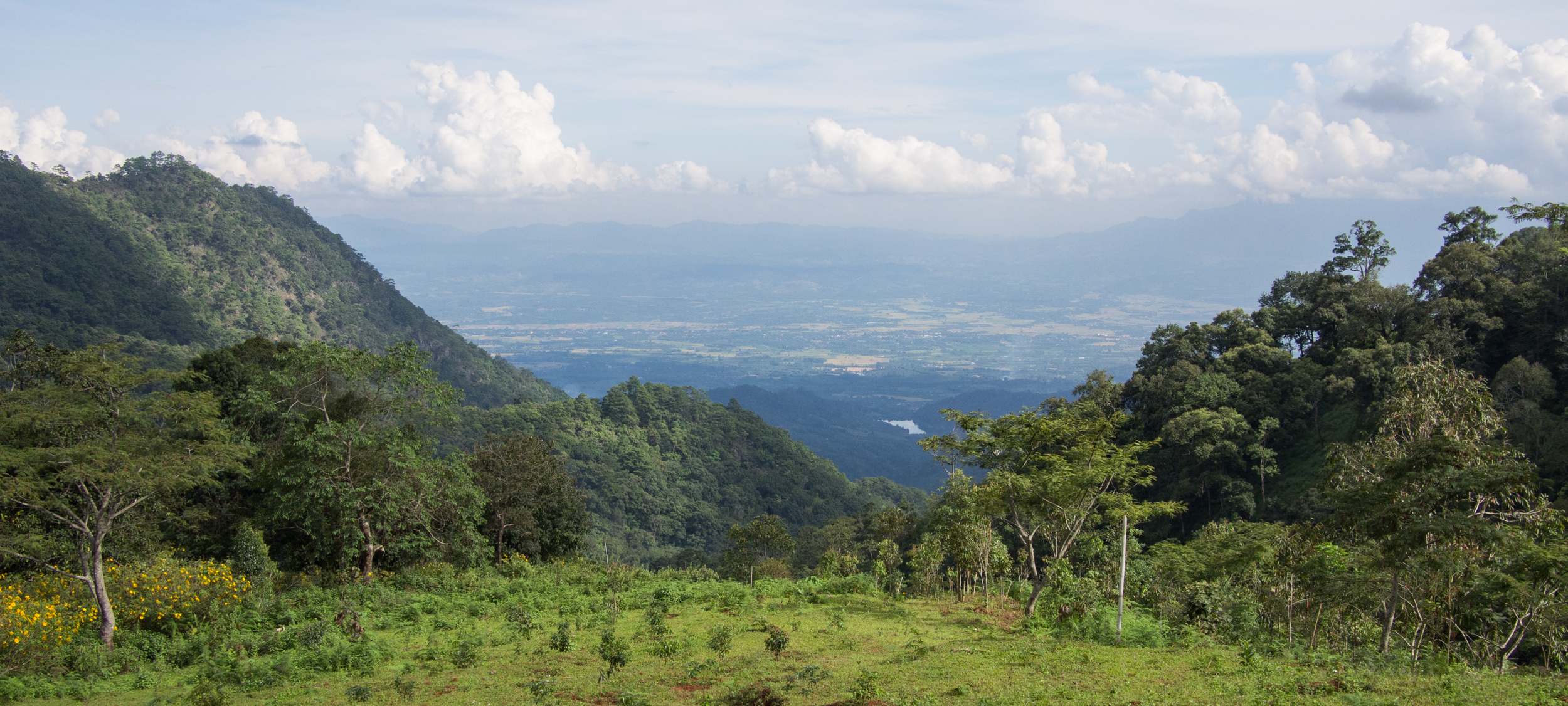
Panorama dalla strada 1340 della catena Daen Lao, nella valle di Fang

## Amministrazione
Il distretto Mae Chaem è diviso in 8 sotto-distretti (tambon), che sono a loro volta divisi in 128 villaggi (muban).
| n° | Nome                    | Villaggi | Abitanti |
| -- | ----------------------- | -------- | -------- |
| 1  | Wiang (เวียง)            | 19       | 26.810   |
| 3  | Mon Pin (ม่อนปิ่น)         | 22       | 19.123   |
| 4  | Mae Ngon (แม่งอน)        | 18       | 17.715   |
| 5  | Mae Sun (แม่สูน)          | 17       | 15.019   |
| 6  | San Sai (สันทราย)        | 17       | 11.583   |
| 10 | Mae Kha (แม่คะ)          | 15       | 14.542   |
| 11 | Mae Kha (แม่ข่า)          | 13       | 9.873    |
| 12 | Pong Nam Ron (โป่งน้ำร้อน) | 7        | 6.386    |

I tambon mancanti fanno ora parte del distretto di Chai Prakan